# 27197 Andrewliu
27197 Andrewliu è un asteroide della fascia principale. Scoperto nel 1999, presenta un'orbita caratterizzata da un semiasse maggiore pari a 2,8745684 UA e da un'eccentricità di 0,0784427, inclinata di 1,01742° rispetto all'eclittica.